# 그랜대디
그랜대디(Grandaddy)는 미국 캘리포니아주 머데스토 출신의 인디 록 밴드이다.

## 역사
그랜대디는 제이슨 라이틀, 케빈 가르시아, 아론 버치의 멤버로 1992년 결성되었다. 1995년 기타리스트 짐 페어차일드, 키보디스트 팀 드라이든이 밴드에 합류하였다.
2006년 1월 27일, 제이슨 라이틀은 밴드를 해체하기로 결정하였다고 발표하였다. 이들은 마지막 음반 《Just Like the Fambly Cat》의 투어 공연을 열 계획도 없다고 밝혔다.

## 음반 목록

### 정규 음반
- 《Under the Western Freeway》(1997년)
- 《The Sophtware Slump》(2000년)
- 《Sumday》(2003년)
- 《Just Like the Fambly Cat》(2006년)
- Last Place (2017년)